# Edwin Retamoso
Edwin Retamoso Palomino est un footballeur international péruvien, né le 23 février 1982 à Abancay au Pérou. Il évoluait au poste de milieu défensif avant de devenir entraîneur.

## Biographie

### Carrière de joueur

#### En club
Surnommé El Chasqui, Edwin Retamoso dispute l'essentiel de sa carrière dans trois clubs au Pérou : l'Atlético Minero dans les années 2000, puis le Cienciano et le Real Garcilaso dans les années 2010. Il est vice-champion du Pérou en 2013 avec ce dernier. Il dispute, toujours avec le Real Garcilaso, deux éditions d'affilée de la Copa Libertadores en 2013 et 2014 (15 matchs, aucun but marqué). 
Il s'expatrie au Chili, au CD Cobreloa, entre 2014 et 2015, avant de prendre sa retraite à 39 ans au sein de l'Unión Huaral, en 2e division.

#### En équipe nationale
Retamoso reçoit sa première sélection en équipe du Pérou le 5 septembre 2011, en match amical contre la Bolivie (match nul 0-0). 
Près de quatre ans plus tard, il est retenu par le sélectionneur Ricardo Gareca afin de participer à la Copa América 2015, organisée au Chili. Le Pérou se classe troisième de la compétition.

### Carrière d'entraîneur
Retamoso prend les rênes du Deportivo La Victoria de sa ville natale afin de le diriger lors de la Copa Perú 2022.

## Palmarès

### En club
| Real Garcilaso - Championnat du Pérou : - Vice-champion : 2013. |  | Atlético Minero - Championnat du Pérou D2 : - Vice-champion : 2007. |

### En sélection
Pérou
- Copa América :
  - Troisième : 2015.